# 車持氏
車持氏（くるまもちうじ）は「車持」を氏の名とする氏族。職業部（品部）である車持部を管掌する氏族。

## 概要
『新撰姓氏録』の左京皇別によると、車持公は、上毛野朝臣と同じ祖先であり、豊城入彦命の8世の子孫、射狭君の末裔で、雄略天皇の時に乗與を供進したことから、「車持公」の氏姓を賜ったとある。
『日本書紀』には、履中天皇5年（推定404年）10月、天皇が急死した皇妃葛城黒媛を埋葬した際に、神の祟りで妃を失ったことを悔やみ、その原因を探ったところ、車持君が筑紫国で調査した車持部をほしいままに検校し、さらに宗像神社に割き充てられていた車持部も奪い取ったことが発覚した。天皇は、この2つの罪状で車持君を糾弾し、摂津国長渚崎（ながすのざき）（現在の兵庫県尼崎市長洲]あたり）で供え物と禊ぎをさせ、「今後、筑紫の車持部を管掌してはならない」とされたという。この時に車持氏は内定氏族として、朝廷内に力を持っていたことが窺われる。
『日本書紀』引用の「百済本記」によれば、継体天皇3年（509年）に「久羅麻致支弥（くらまちきみ、車持君）」が百済に遣わされ、任那の日本県（やまとのあがた）の村に逃亡してきて戸籍のなくなった百済人を、本国に送還して戸籍につけたとされる。
飛鳥時代には、車持国子の娘の車持与志古娘が中臣鎌足に嫁ぎ藤原不比等を産んだとされる。
奈良時代には、車持千年が宮廷歌人として元正天皇と聖武天皇に仕えた。
『日本三代実録』元慶6年（882年）12月条によると、車持氏は律令体制下において宮内省主殿寮の殿部に属する負名人であると見え、供御の輿輦などを職務としていたとあり、『延喜式』践祚大嘗祭条には、車持朝臣の1名が菅蓋を取る役目をしたことが見えている。
同じ『三代実録』によると、元慶元年（877年）12月25日条の都御酉の賜姓記事に、崇神天皇の子孫で、上毛野氏・大野氏・池田氏・佐味氏・車持氏と同祖であるとあり、『続日本紀』延暦10年（791年）4月の池原綱主の奏上によると、「池原・上毛野の2氏は豊城入彦命より出ており、彼の子孫である東国の6氏（上述5氏のほか、下毛野氏も含まれる）の朝臣は居住地によって姓を賜り、氏を称している」とある。このことから、車持氏を含む6氏は、東国に居住し、地名を氏族名としたことが窺われ、藤原宮跡出土木簡によると、上野国群馬郡は7世紀末まで「車評」であったことが判明している。『国内神名帳』の1つである『上野国神名帳』によると、「群馬郡西郡之分」の中に、「車持明神」・「車持若御子明神」の名が見え、この地が車持氏の関与する地の一つであったことが提示されている。
群馬県高崎市保渡田町の保渡田古墳群には、墳丘長100メートル前後・舟形石棺の3基の前方後円墳が存在し、ともに5世紀後半から6世紀前半の築造と推定され、上毛野国形成のはじまりとなった豪族の墓と考えられている。同時期の豪族の居館跡とされる三ツ寺Ⅰ遺跡も、この地域と大和政権との繋がりを示唆している。
車持氏の姓は君であり、天武天皇の八色の姓で朝臣姓になっている。ほかにも連・首が見られる。藤原不比等の外祖父に、車持国子君がいた、という記録も見られ、『東南院文書』の「天平宝字五年（761年）十一月廿七日大和国十市郡司売買地券文解」よると、天平宝字また車持朝臣の中には、平城右京の5条2坊を本貫とするものもいた。長岡京から出土された墨書土器「車宅」を、車持氏の宅であるとする説も見られる。

## 木簡や戸籍などに見える車持氏
- 車持朝臣（名欠）、車持朝臣氏道
太宰府政庁遺跡から出土した木簡に名前が見える。
- 車持君泥麻呂、車持君伊久沙、車持君羊
「豊前国仲津郡丁里大宝二年戸籍断簡」に見える、豊前国仲津郡丁里の戸主・狭度勝某の戸口。伊久沙は泥麻呂の嫡子、羊は伊久沙の弟。
- 車持祖麻呂、車持鷹甘
平城宮跡出土木簡に名前が見える。
- 車持若麻呂
平城宮跡から出土した題箋に名前が見える。